# 沪金高速公路
沪金高速公路，是上海市的一条高速公路，上海市高速公路编号为S4，是原莘奉金高速公路的一部分，起点位于沪昆高速公路、上海外环高速公路莘庄立交，终点位于沈海高速公路亭卫枢纽，于2002年12月27日通车。

## 早期历史

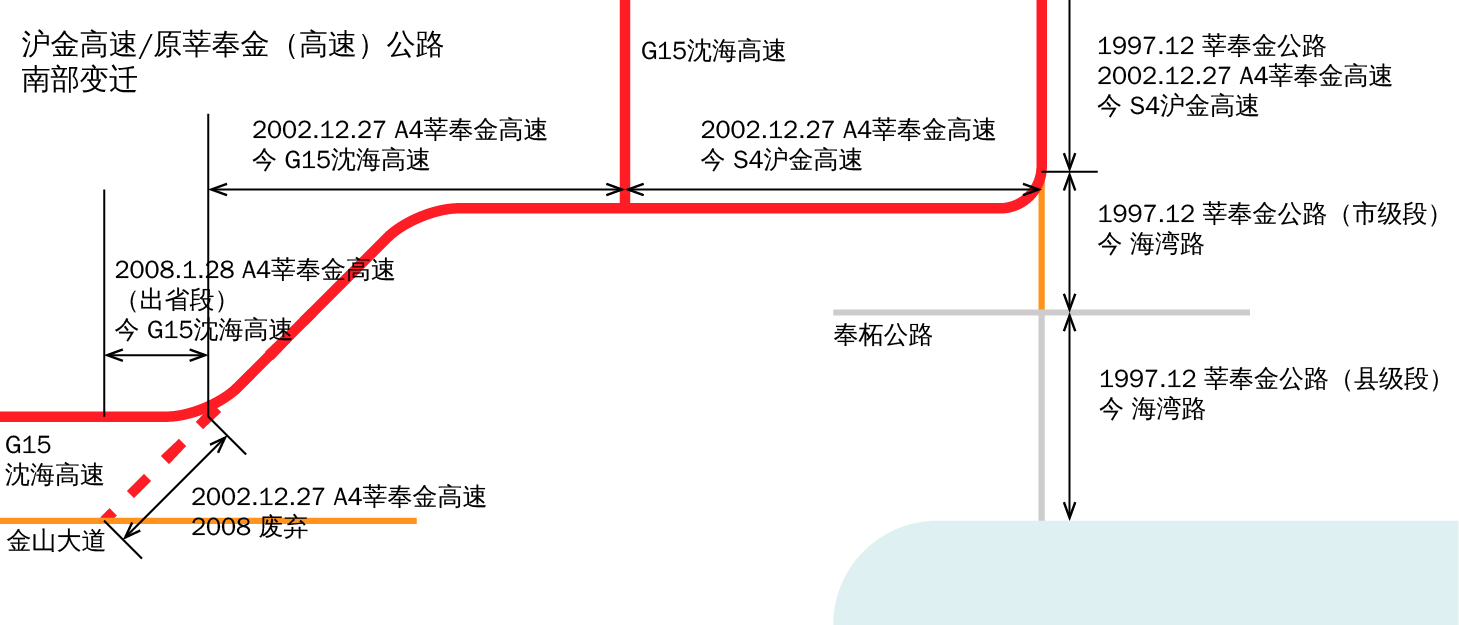
今沪金高速公路南端终点附近道路的历史变迁

沪金高速公路是原莘奉金高速公路的一部分。莘奉金高速公路由1990年代建设的一级公路莘奉金公路扩建而来，于2002年12月27日通车。2009年，交通运输部对全国高速公路网施行统一编号，莘奉金高速公路亭卫立交以西划入G15沈海高速，其余路段命名为S4沪金高速。

## 改造工程

### 南桥出入口
S4奉贤段的南桥出入口面向高速东侧，导致高速西侧的南桥老城区需要绕行地面道路至东侧上下高速，造成周边路网长期拥堵。2019年7月，南桥立交改造工程开工，维持现有立交基本不变，并增设匝道前往运河北路西向，2021年10月25日全面通车。

### 入城段抬升
2012年，针对莘庄地区的一份交通研究中认为，莘庄地区因地面高速公路、铁路线路多，支线城市道路贯通性很差，能全线贯通的道路仅有42%。2016年，明确提出S4沪金高速闵行段、G60沪昆高速松江段、G15沈海高速虹桥段以及G1501（今G1503）上海绕城高速宝山段需要进行改造。
2020年，S4入城段改造方案公示。入城段改造工程北起莘庄立交，南至金都路，大部分路段主线均采用新建高架及地面辅道，春申塘前后因高压线净空需要维持地面，故称为“两段式高架”，设计车速80公里/小时。施工期间在现状高速两侧分别设置保通道路实现交通不中断，并辅以外围分流引导措施。2022年8月，入城段改造工程开工，2023年11月东线（南向北）导改至保通道路运行、12月西线（北向南）导改，新建主线高架开工。2025年6月14日，S4入城段（莘庄立交-金都路）抬升工程主线通车，项目进入地面辅道建设阶段。其中，金都路莘庄方向上匝道因暂未完工不同步通车；莘朱路原莘庄立交入口匝道为规划预留，近期无实施计划。

### 奉浦大桥扩建
奉浦大桥原为双向四车道无紧急停车带桥梁，东侧预留有新建第二座桥的条件但长期未建设。2020年9月，奉浦东桥开工建设，2025年3月16日东桥实现双向四车道通车，同步关闭老桥进行抬升改造，预计于2026年实现双向六车道整体运营。

## 互通枢纽及服务设施列表
| 地区                                                                                         | 里程 | 类型                              | 名称                 | 连接                                       | 说明                                         |
| -------------------------------------------------------------------------------------------- | ---- | --------------------------------- | -------------------- | ------------------------------------------ | -------------------------------------------- |
| 上海市 闵行区                                                                                | 18   | 枢纽                              | 莘庄                 | 沪昆高速 外环高速 沪闵高架路 沪闵公路      |                                              |
| 上海市 闵行区                                                                                | 18   | 出入口                            | 莘朱路               | 莘朱路                                     | 金山方向出，原上海市区方向入口抬升改造后关闭 |
| 上海市 闵行区                                                                                | 19   | 出入口                            | 春申路               | 春申路                                     |                                              |
| 上海市 闵行区                                                                                | 20   | 出入口                            | 银都路               | 银都路                                     | 限上海市区方向入，金山方向出                 |
| 上海市 闵行区                                                                                | 22   | 出入口                            | 金都路               | 金都路                                     | 上海市区方向上匝道暂未开通                   |
| 上海市 闵行区                                                                                |      | 停车场 · 加油设施 · 修车站 · 餐厅 | 颛桥                 | 颛桥                                       |                                              |
| 上海市 闵行区                                                                                |      | 主线收费站                        | 颛桥                 | 颛桥                                       |                                              |
| 上海市 闵行区                                                                                | 27   | 枢纽                              | 申嘉湖沪金           | 申嘉湖高速                                 |                                              |
| 上海市 闵行区                                                                                | 28   | 出入口                            | 剑川路               | 剑川路                                     |                                              |
| 上海市 闵行区                                                                                |      | 河流 · 桥梁                       | 奉浦大桥             | 奉浦大桥                                   |                                              |
| 上海市 奉贤区                                                                                | 32   | 出入口                            | 西闸公路             | 西闸公路                                   | 限上海市区方向入，金山方向出                 |
| 上海市 奉贤区                                                                                | 35   | 出入口                            | 大叶公路             | 大叶公路                                   |                                              |
| 上海市 奉贤区                                                                                | 40   | 出入口                            | 南桥                 | 年丰路 望园南路 远东路 南桥运河北路 泽丰路 |                                              |
| 上海市 奉贤区                                                                                | 43   | 枢纽                              | 郊环沪金             | 上海绕城高速                               |                                              |
| 上海市 奉贤区                                                                                | 48   | 出入口                            | 海湾路               | 海湾路                                     |                                              |
| 上海市 奉贤区                                                                                | 52   | 出入口                            | 上海化学工业区（东） | 目华北路 港漕公路                          | 限上海市区方向入，金山方向出                 |
| 上海市 金山区                                                                                | 56   | 出入口                            | 庄胡公路             | 庄胡公路                                   | 位于奉贤区和金山区交界                       |
| 上海市 金山区                                                                                | 62   | 枢纽 · 出入口                     | 亭卫                 | 沈海高速 亭卫公路                          |                                              |
| 1.000 英里 = 1.609 千米；1.000 千米 = 0.621 英里 并行路段 • 已关闭／取消 • 限制进入 • 未开放 |      |                                   |                      |                                            |                                              |

## 使用情况
沪金高速是上海车流量较大的高速公路之一，其中双向四车道的奉浦大桥是全线最主要的堵点，拥挤度达1.15。预计2026年新老两桥并行实现双向六车道通车后拥堵将得到缓解。

## 未来发展
S4在闵行其余路段以及奉贤新城内的路段存在与入城段相同的阻断地面交通的问题。奉贤段的“功能提升”项目北起西闸公路、南至绕城高速，经评估后拟定大叶公路至G1503抬升、全线扩建双向六车道的方案。奉贤区已于2021年左右提出此需求，对此上海市交通委员会认为该项目需要“进一步加强迫切性和实施时机的论证”，同时项目资金筹措“原则上以区为主”。